# Muricella abnormalis
Espèce
Muricella abnormalis (Nutting, 1912) est une espèce de coraux, du genre Muricella et de la famille des Acanthogorgiidae.

## Habitat
Muricella abnormalis vit dans les mers à une profondeur de l'ordre de 200 m.